# Jimmy McKenna
James Stephen "Jimmy" McKenna es un actor escocés, más conocido por interpretar a Jack Osborne en la serie Hollyoaks.

## Biografía
James está casado con Beverly McKenna, la pareja tiene 3 hijos y 1 hija.

## Carrera
En 1985 apareció como invitado en un episodio de la popular serie británica Coronation Street, donde interpretó a Jim Lomax durante el episodio # 1.2489; apareció nuevamente en la serie en 1994, cuando interpretó a un oficial de inmigración en dos episodios. En 1986 obtuvo un papel secundario en la película Highlander, donde interpretó al padre Rainey.
En 1995 interpretó al sargento de la policía Don Brady en la serie A Touch of Frost hasta 2010. El 18 de noviembre de 1998 se unió a la exitosa serie británica Hollyoaks, donde interpreta a Jack Osborne hasta ahora.

## Filmografía

### Series de televisión
| Año             | Título                | Personaje              | Notas                                            |
| --------------- | --------------------- | ---------------------- | ------------------------------------------------ |
| 1996 - presente | Hollyoaks             | Jack Obsorne           | 480 episodios                                    |
| 1996 - 2010     | A Touch of Frost      | Sgt. Don Brady         | 25 episodios                                     |
| 1997            | Taggart               | Joss Metcalfe          | episodio "Babushka"                              |
| 1995            | Pie in the Sky        | Michael Meredith       | episodio "Hard Cheese"                           |
| 1994            | Coronation Street     | Oficial de Inmigración | 2 episodios                                      |
| 1993            | Casualty              | Tam                    | episodio "Wild Card"                             |
| 1993            | All in the Game       | Ray Peters             | miniserie                                        |
| 1993            | Between the Lines     | George Mckenzie        | episodio "Crack Up"                              |
| 1993            | Heartbeat             | S.I.B. Major           | episodio "Over the Hill"                         |
| 1993            | September Song        | Doctor                 | epispodio # 1.6                                  |
| 1992            | Rumpole of the Bailey | Detective Appleby      | episodio "Rumpole and the Reform of Joby Jonson" |
| 1991            | Perfect Scoundrels    | Frazer Hurley          | episodio "Ssh, You Know Who"                     |
| 1990 - 1991     | Waterfront Beat       | Gerry Cookson          | 5 episodios                                      |
| 1988            | Scene                 | Maestro                | episodio "Two of Us"                             |
| 1985            | Affairs of the Heart  | Oficial de la Policía  | episodio # 1.6                                   |

### Películas
| Año  | Título              | Personaje     | Notas                                                                                |
| ---- | ------------------- | ------------- | ------------------------------------------------------------------------------------ |
| 1996 | When Saturday Comes | George McCabe | junto a Sean Bean, Emily Lloyd, Pete Postlethwaite, Craig Kelly & John McEnery       |
| 1986 | Highlander          | Padre Rainey  | junto a Christopher Lambert, Roxanne Hart, Clancy Brown, Sean Connery & Beatie Edney |

### Apariciones
| Año  | Título       | Notas                                        |
| ---- | ------------ | -------------------------------------------- |
| 2008 | Drama Trails | episodio "'Cold Feet' to 'A Touch of Frost'" |